# Карачево (Чувашия)
Кара́чево (чув. Карач) — село в Козловском районе Чувашской Республики России. Входит в состав Карачевского сельского поселения.

## Население
| 2010 | 2012 |
| ---- | ---- |
| 93   | ↗129 |

## Знаменитые уроженцы
- Ухсай Мария Дмитриевна — чувашская писательница, драматург.